# Левковка (Изюмский район)
Левковка (укр. Левківка), село, 
Левковский сельский совет,
Изюмский район,
Харьковская область.
Код КОАТУУ — 6322886501. Население по переписи 2001 года составляет 598 (282/316 м/ж) человек.
Является административным центром Левковского сельского совета, в который, кроме того, входят сёла
Глинское,
Забавное,
Ивановка,
Искра,
Крамаровка,
Пимоновка и
Руднево.

## Географическое положение
Село Левковка находится в 18 км от Изюма на левом берегу реки Северский Донец, выше по течению примыкает к селу Счастливое, ниже по течению на расстоянии в 2 км расположено село Ивановка.
Село пересекает несколько балок, в т. ч. балка Солонецкая.
На расстоянии в 5 км проходит автомобильная дорога E 40 (М-03).

## История
- 1713 — первые упоминания [1]. Левковка основана в начале 18 века как укреплённый пункт при Левковской переправе через Донец против нападений крымских и ногайских татар.
- 1730 год - население составляло 1758 человек.
- 1738 - село было разорено крымскими татарами; значительная часть жителей уведена в плен в Крым.
- 1966 год - население 621 человек; здесь работал колхоз "Донецкий", имевший 4242 земли.

## Экономика
- АП «СВИТАНОК». Разведение свиней.
- Изюмское лесничество.

## Объекты социальной сферы
- Школа І-ІІІ ст.

## Достопримечательности
- Братская могила советских воинов. Похоронено 322 воина.